# Jepara
Jepara là một thành phố thuộc tỉnh Trung Java. Thành phố Jepara  có diện tích  km², dân số là người. Thủ phủ đóng tại.

## Vương quốc trong  Jepara
- Kalingga
- Kalinyamat

## Du lịch

### Thiên nhiên
- Karimunjawa National Park
- Panjang Island
- Mandalika Island, in Ujungwatu Village
- Kartini Beach, in Bulu Village
- Tirto Samodra Beach, in Bandengan Village
- Empu Rancak Beach, in Karanggondang Village
- Pungkruk Beach, in Mororejo Village
- Guamanik Pecatu Beach, in Ujungwatu Village
- Teluk Awur Beach, in Telukawur Village
- Semat Beach, in Semat Village
- Tanjung Karang Beach, in Mulyoharjo Village
- Ombak Mati Beach, in Bondo Village
- Preserve Mount of Clering, in Clering Village
- Songgo Langit Waterfall, in Bucu Village
- Wellspring Angels and Jaka Tarub, in Daren Village
- Punden Reservoir, in Gemulung Village
- Lake of Sejuta Akar (Lake Million Root), in Bondo Village
- Tritip Cave, in Ujung watu Village
- Manik Cave, in Sumanding Village
- Wono Pinus Setro, in Batealit Village
- Sreni Indah, in Bategede Village

### Tour Lịch sử
- Fort Portuguese, in Ujungwatu Village
- Fort Jepara XVI, in Ujungbatu Village
- Mantingan Mosque, in Mantingan Village
- Kartini Museum, in Panggang Village
- Monument Kartini Placenta, in Pelemkerep Village
- Arch of Jami' Baiturrohman I Robayan Mosque, in Robayan Village
- Monastery Hian Thian Siang Tee, in Welahan Village
- Bubrah Temple, in Tarung Village
- Angin Temple, in Tarung Village

### gia đình ngày lễ
- Tiara Park, in Purwogondo Village
- Alamoya Waterboom, in Bapangan Village
- Swimming Pool "Sinta Pool", in Pecangaan Kulon Village
- Orange agriculture tourism, in Bategede Village

### mua sắm Tour
- market of Craft (id: Pasar Kerajinan), in Margoyoso Village
- Adrift Market (id Pasar Apung), in Demaan Village
- Shopping Centre Jepara (SCJ), in Panggang Village
- Saudara Swalayan, in Ngabul Village
- Karangrandu Market (Traditional Snack Market), in Karangrandu Village
- Ngabul Market (Durian Market), in Ngabul Village
- Furniture  Auction  Market, in Rengging Village

## Thực phẩm

### Thực phẩm tiêu biểu Jepara
Jepara Regency có tất cả các loại thực phẩm điển hình của Jepara, đó là:
- Pindang Serani
- Soto Jepara
- Satay Kikil
- Horok-Horok
- Hoyok-Hoyok
- Soup Udang
- Kagape Kambing
- Sayur Ayam Keluak
- Cumi Asam Manis
- Pecel Ikan Laut Panggang
- Salad Janganan

### Tiêu biểu Uống Jepara
Jepara Regency có tất cả các loại đồ uống đặc trưng của Jepara, đó là:
- Adon Adon Coro
- Ice Gempol
- Ice Pleret
- Dawet Jepara (Ice Cendol)
- Cà phê Dapur  Kuwat

### Snack và tráng miệng
Jepara Regency có tất cả các loại của Snack điển hình và tráng miệng Jepara, đó là:
- Talam
- Moka
- Sengkolon
- Latuh / Lato
- Rondho Royal / Monyos
- Klenyem / Lempok
- Kenyol / Gantilut
- Nogosari
- Moto Belong
- Poci
- Kuluban
- Brayo

### Jepara Trái cây
Jepara Regency có một số giống, cụ thể là:
- Durian Petruk
- Welahan Star trái cây
- Gedangan Banana
- Jepara đậu phộng
- Krasak Mango
- Jepara Orange "(Limnocitrus littoralis (Mig) Swing)

## Quà Lưu Niệm

### Quà Lưu Niệm Thực phẩm
Jepara  Regency có tất cả các loại thực phẩm lưu niệm đặc trưng của Jepara, đó là:
- Kacang Oven (en: Oven Peanut)
- Kacang Jepara (en: Jepara Peanut)
- Kerupuk Kerapu
- Kerupuk Tengiri
- Carang Madu
- Durian Petruk
- Jeruk Jepara (Limnocitrus littoralis (Mig) Swing) (en: Jepara Orange)

### lưu niệm Hàng hóa
Jepara  Regency có tất cả các loại hàng hoá lưu niệm điển hình của Jepara, đó là:
- Macan Kurung
- Monel Kriyan
- Tenun Ikat Troso (Troso Weave)

## Tiềm năng
- Industry Funiture Jepara Carving. This industry is widespread  in  most of all districts of Jepara, except Districts of Karimunjawa.
- Handycraft Relief Art, in Senenan Village
- Handycraft Sculpture, in Mulyoharjo Village
- Handycraft Gold, in Margoyoso Village
- Handycraft Monel, in Kriyan Village
- Handycraft Iron (Pande Besi), in Purwogondo Village
- Handycraft Gebyok Carving, in Gemiring Lor Village and Gemiring Kidul Village
- Handycraft Troso Weaving, in Troso Village
- Handycraft Traditional Toys, in Karanganyar Village
- Handycraft Kreneng, in Gidangelo Village
- Handycraft woven Bamboo, in Kendengsidialit Village
- Handycraft Ratan, in Telukwetan Village
- Handycraft Pottery, in Mayong Lor Village
- Handycraft Paper Umberella, in Brantaksekarjati Village
- Industry Garment, in Sendang Village
- Industri Embroidery, in Nalumsari Village
- Industry Cigaette, in Robayan Village
- Industry Bread, in Bugo Village
- Industry Roof, in Mayong Kidul Village
- Industry Concrete Brick, in Kalipucang Kulon Village
- Centre Oranges, in Bategede Village

## Số điện thoại khẩn cấp trên Jepara
- Police = +62-291-591110
- Fire Fighter = 113
- Grista Fire Fighter = +62-291-592706
- Electrical Disturbance = +62-291-591021
- Phone Disturbance = 117
- Kartini Hospital = +62-291-591175
- Kelet Hospital = +62-291-57902
- Graha Husada Hospital = +62-291-592067
- Ambulance = 118